# Ligne Kalix

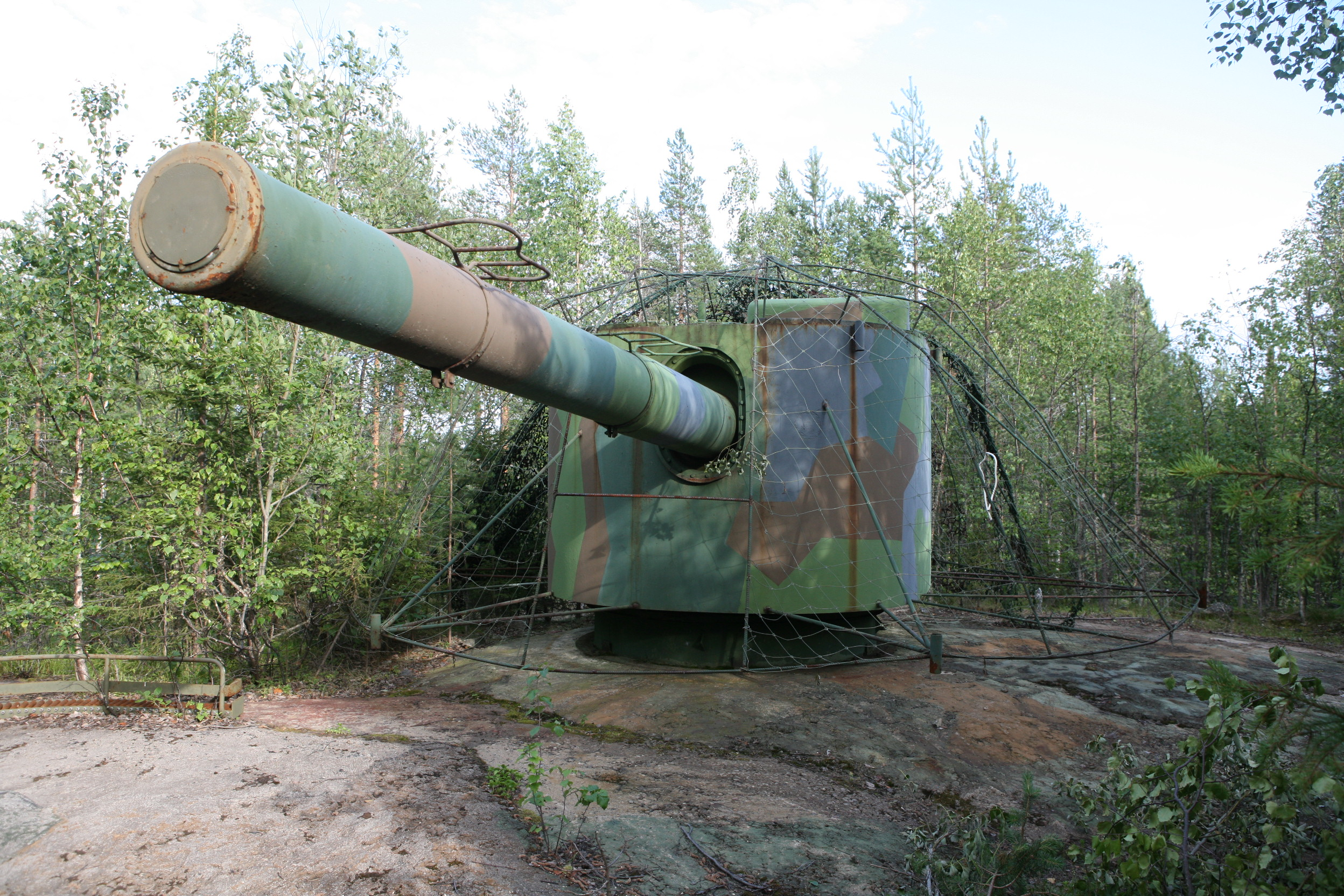
Un fort d'artillerie à Kamlunge en 2010.

La ligne Kalix (suédois : Kalixlinjen) était une zone défensive située dans le grand nord suédois. Sa construction a commencé pendant la Seconde Guerre mondiale, et elle a été démantelée dans les années 1990. Son objectif était de ralentir ou stopper une invasion soviétique en provenance de Finlande.

## Caractéristiques
La ligne Kalix était située entre les fleuves Kalix et Torne, deux cours d'eau qui s'écoulent plus ou moins parallèlement à une distance de quelques dizaines de kilomètres, le fleuve Torne marquant la frontière entre la Suède et la Finlande. Cette zone géographique correspondait approximativement à la zone couverte par les chasseurs frontaliers du Norrbotten (sv), un régiment fondé en 1942 et dissout en 2005.
La construction de la ligne Kalix a commencé pendant la Seconde Guerre mondiale. Son objectif était de ralentir, voire de contenir, une invasion soviétique en provenance de Finlande. Elle consistait en un grand nombre de casemates, d'abris et autres fortifications. Dans les années 1960, plusieurs forts ont été équipés d'anciennes pièces d'artillerie récupérées sur des navires de guerre : des pièces de 152 mm en provenance du HMS Gustaf V et du HMS Fylgia, et des pièces de 120 mm en provenance de différents destroyers. Une grande quantité de mines ont été posées, afin de canaliser et de ralentir l'avancée des forces ennemies, et ainsi de créer les conditions pour une contre-attaque.
La ligne Kalix a été démantelée dans les années 1990, après la fin de la guerre froide. Quelques forts d'artillerie sont encore préservés aujourd'hui (2012), à Siknäs et à Kamlunge (nl). Pour le reste l'ensemble des installations ont été détruites.